# نویل مکریدی
نویل مکریدی (انگلیسی: Nevil Macready; ۷ مهٔ ۱۸۶۲ – ۹ ژانویهٔ ۱۹۴۶) فرد نظامی اهل بریتانیا بود. وی همچنین برندهٔ جوایزی همچون لژیون دونور (افسر بزرگ) شده‌است.